# Brit McRoberts
Brit McRoberts (ur. 10 lutego 1957 w Vancouver) – kanadyjska lekkoatletka specjalizująca się w biegach średniodystansowych, uczestniczka letnich igrzysk olimpijskich w Los Angeles (1984).

## Sukcesy sportowe
- czterokrotna mistrzyni Kanady: dwukrotnie w biegu na 800 metrów (1981, 1983) oraz dwukrotnie w biegu na 1500 metrów (1980, 1986)[1]
- halowa mistrzyni Stanów Zjednoczonych w biegu na 1500 metrów (1984)[2]

| Rok  | Miasto       | Zawody                        | Konkurencja    | Wynik         |
| ---- | ------------ | ----------------------------- | -------------- | ------------- |
| 1981 | Christchurch | Igrzyska Konferencji Pacyfiku | bieg na 1500 m | złoty medal   |
| 1983 | Helsinki     | Mistrzostwa świata            | bieg na 1500 m | 8. miejsce    |
| 1984 | Los Angeles  | Igrzyska olimpijskie          | bieg na 1500 m | 7. miejsce    |
| 1985 | Paryż        | Światowe igrzyska halowe      | bieg na 1500 m | brązowy medal |
| 1987 | Indianapolis | Igrzyska panamerykańskie      | bieg na 1500 m | brązowy medal |

## Rekordy życiowe
- bieg na 1500 metrów – 4:03,36 – Kolonia 28/08/1983
- bieg na 1500 metrów (hala) – 4:09,38 – Rutherford 09/02/1985
- bieg na milę – 4:24,69 – Nicea 15/07/1986